# 溫兆裘
溫兆裘（英語：Wan Siu Kau，1951年12月8日—），香港男子橋牌選手。

## 簡歷
2018年8月，溫兆裘代表中國香港參加2018年亞洲運動會橋牌比賽，與單偉彪、黎偉傑、麥國輝、吳子翔和劉碧堅合作贏得男子團體賽銀牌。